# عمر بندي
عمر بندي (بالإنجليزية: Omar Bundy)‏ هو ضابط أمريكي، ولد في 17 يونيو 1861 في نيو كاسل في الولايات المتحدة، وتوفي في 20 يناير 1940 في واشنطن العاصمة في الولايات المتحدة.